# مايك دونيلون
مايك دونيلون سياسي ومحامٍ أمريكي ومستشار حملة جو بايدن يعمل كمستشار أول معين للرئيس المنتخب جو بايدن. قبل ذلك، كان دونيلون يعمل كشريك في AKPD Message and Media . بين عامي 2009 و2013 ،  عمل مستشارًا لنائب الرئيس في عهد نائب الرئيس جو بايدن. قبل تعيينه في البيت الأبيض، عمل دونيلون مع المرشح لمنصب نائب الرئيس لمساعدته في الاستعداد للمناقشات وأيضًا كمستشار متنقل. كان مستشارًا ومستشارًا لنائب الرئيس بايدن منذ عام 1981. 

## النشأة والتعليم
دونيلون خريج أكاديمية لا سال في بروفيدانس ، رود آيلاند.  حصل على بكالوريوس الآداب ودكتوراه في القانون من جامعة جورج تاون.

## المسار المهني
عمل مايك دونيلون كمستشار للمرشحين وعمل في حملاتهم الانتخابية في العديد من السباقات المهمة بما في ذلك حملة دوجلاس وايلدر التاريخية وانتصار حاكم فرجينيا (1989)، وانتصار هاريس ووفورد المفاجئ على ديك ثورنبرج ليصبح سيناتورًا عن ولاية بنسلفانيا، ونجاح بيل كلينتون في الترشح للبيت الأبيض عام 1992.
عمل دونيلون أيضًا في حملات للحاكم جون كورزين (ديمقراطي من ولاية نيوجيرسي)، والسيناتور بيل نيلسون (ديمقراطي فلوريدا)، والسيناتور جاك ريد (ديمقراطي من جمهورية أيرلندا)، والسيناتور شيلدون وايتهاوس (ديمقراطي من ولاية نيويورك)، والسيناتور جو ليبرمان والسيناتور كريس دود (D-CT)، السيناتور جون ادواردز (D-NC)، نائب الرئيس آل غور (DD.C)، السيناتور جون كيري (D-MA)، والسابق السناتور مارك دايتون (ديمقراطي - مينيسوتا).  في عامي 2006 و 2008، ادعى دونيلون أنه كان «فعالاً في حملات السناتور كلير مكاسكيل (ديمقراطية)، والسناتور روبرت مينينديز (ديمقراطي من نيوجيرسي)، والسيناتور مارك أودال (ديمقراطي عن ولاية كولورادو)، والسيناتور جين شاهين (ديمقراطية من ولاية نيو هامبشير).)، والعمل على إنشاء الإعلانات الدعائية لتلك السباقات التي يدفع ثمنها الإنفاق المستقل للجنة حملة مجلس الشيوخ الديمقراطي». 

### إدارة بايدن
بصفته مستشار وبخبرة طويلة منذ فترة طويلة، كان لمايك دونيلون تأثير كبير على حملة جو بايدن لعام 2020 للرئاسة.  لقد ساعد في تطوير إستراتيجية حملة بايدن التي تحتوي على رسالة ذات ثلاثة محاور: «أن الانتخابات كانت حول» روح الأمة «؛ وأن الطبقة الوسطى المهددة هي» العمود الفقري للأمة «؛ وأن أكثر ما تشتد الحاجة إليه هو» توحيد الأمة«. فقط بايدن يمكنه استعادة روح الأمة، وإصلاح عمودها الفقري، وتوحيدها». قال مايك دونيلون، كبير الاستراتيجيين في بايدن، عندما تحدث إلى صحيفة نيويورك تايمز: «هذا يتعلق حقًا بالشخصية والقيم بدلاً من القضايا والأيديولوجية».  في نوفمبر 2020، تم تعيين دونيلون مستشارًا أول للرئيس.  

## الحياة الشخصية
أشقاء دونيلون هم رئيس معهد بلاك روك للاستثمار توم دونيلون، الذي كان رئيسًا للموظفين في وزارة الخارجية للرئيس السابق بيل كلينتون ومستشار سابق للأمن القومي لباراك أوباما،    وتيري دونيلون، مدير الاتصالات للكاردينال شون باتريك أومالي من أبرشية بوسطن.  وأخت زوجته هي كاثرين م. راسل.